# Prvenstvo Anglije 1962
Prvenstvo Anglije 1962 v tenisu.

## Moški posamično
Rod Laver :  Martin Mulligan, 6-2, 6-2, 6-1

## Ženske posamično
Karen Hantze Susman :  Věra Suková, 6-4, 6-4

## Moške dvojice
Bob Hewitt /  Fred Stolle :  Boro Jovanović /  Nikola Pilić, 6–2, 5–7, 6–2, 6–4

## Ženske dvojice
Billie Jean King /  Karen Hantze Susman :  Sandra Reynolds /  Renee Schuurman, 5–7, 6–3, 7–5

## Mešane dvojice
Margaret Osborne duPont  /  Neale Fraser :  Ann Haydon-Jones /  Dennis Ralston, 2–6, 6–3, 13–11